# Tour de l’Ain 2016
Die 28. Tour de l’Ain 2016 war ein französisches Straßenradrennen im Département Ain. Das Etappenrennen fand vom 10. bis zum 13. August 2016 statt. Zudem gehörte das Radrennen zur UCI Europe Tour 2016 und war dort in der Kategorie 2.1 eingestuft.

## Teilnehmende Mannschaften
| WorldTeams (8)- AG2R La Mondiale - Etixx-Quick Step - FDJ - IAM Cycling - Lotto-Soudal - Movistar Team - Giant-Alpecin - Lotto NL-Jumbo Professional Continental Teams (7)- Bora-Argon 18 - Cofidis, Solutions Crédits - Delko-Marseille Provence-KTM - Direct Énergie - Fortuneo-Vital Concept - Stölting Service Group - Wanty-Groupe Gobert Continental Teams (4)- Armée de terre - HP BTP-Auber 93 - Rabobank Development - Roubaix Métropole européenne de Lille Nationalmannschaften (2)- Frankreich - Schweiz |
| |

## Etappen
| Etappe    | Datum    | Etappenorte                                     | type                 | Länge (km) | Etappensieger      | Gesamtführender |
| --------- | -------- | ----------------------------------------------- | -------------------- | ---------- | ------------------ | --------------- |
| 1. Etappe | 10. Aug. | La Plaine Tonique – Saint-Vulbas                | Flachetappe          | 149,6      | Matteo Trentin     | Matteo Trentin  |
| 2. Etappe | 11. Aug. | Saint-Didier-sur-Chalaronne – Montréal-la-Cluse | Flachetappe          | 173,2      | Tosh Van der Sande | Matteo Trentin  |
| 3. Etappe | 12. Aug. | Nantua – Lélex                                  | Mittelschwere Etappe | 141,4      | Sam Oomen          | Sam Oomen       |
| 4. Etappe | 13. Aug. | Lagnieu – Belley                                | Mittelschwere Etappe | 132,2      | Alexandre Geniez   | Sam Oomen       |

## Gesamtwertung
| \| Gesamtwertung \| Gesamtwertung \| Gesamtwertung \| Gesamtwertung \| Gesamtwertung \| \| Fahrer \| Fahrer \| Land \| Team \| Zeit \| \| ------------- \| ---------------- \| ------------- \| ------------------- \| ---------------- \| \| 1. \| Sam Oomen \| Niederlande \| Giant-Alpecin \| 14 h 49 min 49 s \| \| 2. \| Bart De Clercq \| Belgien \| Lotto-Soudal \| + 1 s \| \| 3. \| Pierre Latour \| Frankreich \| AG2R La Mondiale \| + 1 s \| \| 4. \| Guillaume Martin \| Frankreich \| Wanty-Groupe Gobert \| + 11 s \| \| 5. \| David Gaudu \| Frankreich \| Frankreich U23 \| + 11 s \| \| 6. \| Alexandre Geniez \| Frankreich \| FDJ \| + 33 s \| \| 7. \| Kilian Frankiny \| Schweiz \| Schweiz U23 \| + 45 s \| \| 8. \| Marcel Wyss \| Schweiz \| IAM Cycling \| + 50 s \| \| 9. \| Maxime Monfort \| Belgien \| Lotto-Soudal \| + 52 s \| \| 10. \| Antonio Pedrero \| Spanien \| Movistar Team \| + 52 s \| |                  |             |                     |                  |
| |                  |             |                     |                  |
| Quellen: ProCyclingStats Cycling Quotient Cycling Archives |                  |             |                     |                  |
| Gesamtwertung |                  |             |                     |                  |
| Fahrer | Fahrer           | Land        | Team                | Zeit             |
| 1. | Sam Oomen        | Niederlande | Giant-Alpecin       | 14 h 49 min 49 s |
| 2. | Bart De Clercq   | Belgien     | Lotto-Soudal        | + 1 s            |
| 3. | Pierre Latour    | Frankreich  | AG2R La Mondiale    | + 1 s            |
| 4. | Guillaume Martin | Frankreich  | Wanty-Groupe Gobert | + 11 s           |
| 5. | David Gaudu      | Frankreich  | Frankreich U23      | + 11 s           |
| 6. | Alexandre Geniez | Frankreich  | FDJ                 | + 33 s           |
| 7. | Kilian Frankiny  | Schweiz     | Schweiz U23         | + 45 s           |
| 8. | Marcel Wyss      | Schweiz     | IAM Cycling         | + 50 s           |
| 9. | Maxime Monfort   | Belgien     | Lotto-Soudal        | + 52 s           |
| 10. | Antonio Pedrero  | Spanien     | Movistar Team       | + 52 s           |

## Wertungstrikots
| Etappe         | Etappensieger      | Gesamtwertung  | Punktewertung  | Bergwertung      | Nachwuchswertung | Teamwertung                |
| -------------- | ------------------ | -------------- | -------------- | ---------------- | ---------------- | -------------------------- |
| 1              | Matteo Trentin     | Matteo Trentin | Matteo Trentin | Arnaud Gérard    | Phil Bauhaus     | Etixx-Quick Step           |
| 2              | Tosh Van Der Sande | Matteo Trentin | Matteo Trentin | Romain Combaud   | Anthony Turgis   | Bora-Argon 18              |
| 3              | Sam Oomen          | Sam Oomen      | Matteo Trentin | Rémy Di Grégorio | Sam Oomen        | Cofidis, Solutions Crédits |
| 4              | Alexandre Geniez   | Sam Oomen      | Matteo Trentin | Bart De Clercq   | Sam Oomen        | Cofidis, Solutions Crédits |
| Wertungssieger | Wertungssieger     | Sam Oomen      | Matteo Trentin | Bart De Clercq   | Sam Oomen        | Cofidis, Solutions Crédits |